# 토마스 알로프스
토마스 알로프스(독일어: Thomas Allofs, 1959년 11월 17일 ~)는 독일의 은퇴한 축구 선수로, 현역 시절 스트라이커로 활약했다.
그는 또다른 축구 선수 클라우스 알로프스의 동생으로, 골 결정력이 뛰어나 현역 시절에 200골이 넘게 득점했고, 분데스리가에서만 활약했다.(프랑스에서 잠깐 활약한 시절 제외)

## 클럽 경력
뒤셀도르프 태생인 알로프스는 19세에 현역 신고식을 치렀고, 뒤셀도르프에서 17경기 출전해 5골을 기록했다. 1년차에 그는 형 클라우스와 29골을 합작했고,(70골 중에 기록, 이는 리그 3위이다.) 뒤셀도르프는 리그를 7위로 마감했다. 그는 유러피언 컵위너스컵 경기에도 5경기 출전해 1978-79 시즌에 결승전까지 올랐지만, 바르셀로나에 연장전 끝에 패했다.
1982년, 알로프스는 카이저슬라우테른으로 이적해 높은 득점률을 선보였으나,(시즌 평균 15골) 한 번도 우승하지 못했다. 이후, 그는 쾰른으로 이적해 1986-87 시즌에 형제 와 다시 한배를 탔고, 3년차에 리그 득점왕에 올랐고, 소속 구단은 2위로 리그를 마쳤다.
알로프스는 프랑스 스트라스부르에서 5개월 동안 1989-90 시즌에 큰 성과를 거두지 못하고 친정으로 복귀해 1992년에 은퇴했다. 그는 이후 뒤셀도르프 단장을 역임했다.

## 국가대표팀 경력
알로프스는 서독 국가대표팀 일원으로 1982년 월드컵에 참가해 준우승에 입상했지만, 한 경기도 출전하지 못했다. 그는 3년 동안 2번 출전했는데, 1985년 10월 16일에 0-1로 슈투트가르트에서 패한 포르투갈과의 1986년 월드컵 예선전에 출전했다.

## 수상
뒤셀도르프
- DFB-포칼: 1978–79, 1979–80
- 유러피언 컵위너스컵 준우승: 1978–79

서독
- 월드컵 준우승: 1982

개인
- 분데스리가 득점왕: 1988–89[5]
- "키커" 분데스리가 올해의 선수단: 1990–91[6]